# Xscape

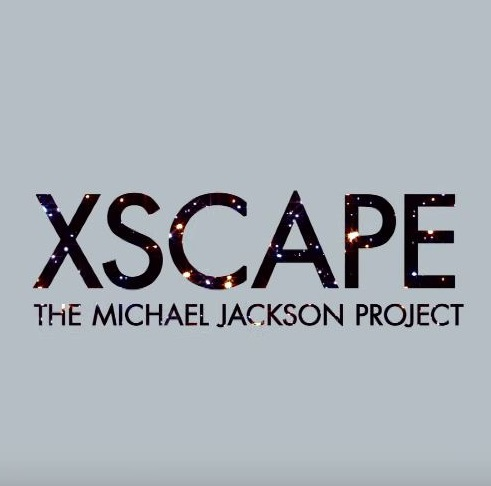

Xscape är ett postumt musikalbum av Michael Jackson som släpptes under maj 2014.

## Låtlista
| Nr | Titel                                 | Kompositör                                                             | Producent(er)                                                            | Längd |
| -- | ------------------------------------- | ---------------------------------------------------------------------- | ------------------------------------------------------------------------ | ----- |
| 1. | "Love Never Felt So Good"             | Michael Jackson, Paul Anka                                             | Jackson, John McClain, Giorgio Tuinfort, Anka                            | 3:54  |
| 2. | "Chicago"                             | Cory Rooney                                                            | Timbaland, Jerome "J-Roc" Harmon, Jackson, Rooney                        | 4:05  |
| 3. | "Loving You                           | Jackson                                                                | Timbaland, Harmon, Jackson                                               | 3:15  |
| 4. | "A Place with No Name"                | Jackson, Dewey Bunnell, Dr. Freeze                                     | Stargate, Jackson, Dr. Freeze                                            | 5:35  |
| 5. | "Slave to the Rhythm"                 | Timbaland, Harmon, Reid, Babyface                                      | L.A. Reid, Babyface, Daryl Simmons, Kevin Roberson                       | 4:15  |
| 6. | "Do You Know Where Your Children Are" | Jackson                                                                | Timbaland, Harmon, Jackson                                               | 4:36  |
| 7. | "Blue Gangsta"                        | Jackson, Dr. Freeze                                                    | King Solomon, Logan Daniel Jones, Timbaland, Harmon, Jackson, Dr. Freeze | 4:14  |
| 8. | "Xscape"                              | Jackson, Rodney "Darkchild" Jerkins, Fred Jerkins III, LaShawn Daniels | Darkchild, Jackson                                                       | 4:04  |